# João-Simbácio III da Armênia
João I de Ani , João Simbácio Bagratúnio ou também João Simbácio de Ani foi um príncipe da Arménia da Dinastia Bagratúnio, tendo governado entre 1020 e 1041. Foi antecedido no governo por Cacício I da Arménia e foi sucedido pelo governo de Asócio IV da Arménia.

## Nome
Simbácio (Symbatius) é a forma latina do armênio Sembate (Սմբատ, Smbat), que embora se saiba ter uma origem iraniana, não se conhece seu significado. Foi registrado em grego com Simbácio (Συμβάτιος, Symbátios), em persa novo como Sunfade (سانپاد, Sunfād) e Simbá / Simbade (سندباد, Sinbād). A tradição armênia preservada em Moisés de Corene atribuiu a origem do nome a Xambate (Շամբաթ, Šambatʻ), um suposto hebreu ativo nos tempos do mítico Valarsaces I.